# Florea Dumitrache
Florea Dumitrache (22. května 1948, Bukurešť – 26. dubna 2007, Bukurešť) byl rumunský fotbalista.
Hrál na postu útočníka, hlavně za Dinamo Bukurešť. Hrál na MS 1970.

## Hráčská kariéra
Florea Dumitrache hrál na postu útočníka za Dinamo Bukurešť, Jiul Petroșani a Corvinul Hunedoara.
Za Rumunsko hrál 31 zápasů a dal 15 gólů. Hrál na MS 1970, kde dal 2 góly.

## Úspěchy

### Klub
Dinamo București
- Liga I (3): 1970–71, 1972–73, 1974–75
- Cupa României (1): 1967–68

### Individuální
- Rumunský fotbalista roku (2): 1968, 1969
- Král střelců rumunské ligy: 1968–69, 1970–71